# عطیه السید علی
عطیه السید علی (انگلیسی: Attia El-Sayed Aly؛ زادهٔ ۳۱ ژوئیهٔ ۱۹۵۴) بازیکن والیبال اهل مصر بود.